# 原町自動車教習所
株式会社原町自動車教習所（はらまちじどうしゃきょうしゅうじょ）は、福島県南相馬市にある福島県公安委員会指定の自動車教習所を運営する企業。

## 取扱免許
第一種運転免許のみ取り扱う。
- 普通自動車（MT・AT）
- 準中型自動車
- 中型自動車
- 大型特殊自動車
- 牽引自動車
- 普通自動二輪車 (小型限定)（MT・AT）
- 普通自動二輪車（MT・AT）
- 大型自動二輪車（MT・AT）

## 車両
教習車
- 普通自動車 - トヨタ・コンフォート（AT）、トヨタ・カローラ(AT・MT)
- 準中型自動車 - いすゞ・エルフ
- 中型自動車 - 日野・レンジャー、いすゞ・フォワード
- 大型特殊自動車 - コマツ製ホイールローダー
- 牽引自動車 - いすゞ・フォワード
- 普通自動二輪車 (小型限定) - ホンダ・スペイシー125（AT）
- 普通自動二輪車 - ホンダ・CB400スーパーフォア（MT）
- 大型自動二輪車 - ホンダ・CB750（MT）

送迎バス
- トヨタ・ハイエース

## その他
- 高齢者講習も行っている。
- 月曜日は休業日である。
- 女子プロゴルファーの牛渡葉月はここの卒業生である。